# Jegor Letow
Jegor Letow (ros. Егор Летов), właściwie Igor Fiodorowicz Letow (ros. Игорь Фёдорович Летов, Igor Fiodorowicz Letow) (ur. 10 września 1964 w Omsku, zm. 19 lutego 2008 tamże) – rosyjski poeta i muzyk, założyciel, lider i wokalista rosyjskiego zespołu punkrockowego Grażdanskaja Oborona oraz projektu Jegor i opizdieniewszyje (ros. Егор и Опизденевшие).
Był jednym z prekursorów punka w Związku Radzieckim (tzw. „syberyjski punk”).

## Muzyka
Letow jest autorem ponad 1000 utworów muzycznych. Typowe piosenki Letowa są przeważnie krótkie, krótsze niż 3 minuty; wyróżniają je bardzo łatwo wpadające w ucho melodie i aforystyczne wiersze, często niecenzuralne oraz emocjonalnie szokujące. Zwolennicy uważają to za ludowość i geniusz, przeciwnicy za amoralność i prymitywizm. Typowymi oraz najbardziej znanymi przybojami Letowa są piosenki: «Всё идёт по плану» (Wszystko według planu); «Про дурачка» (O głuptasiu); «Моя оборона» (Moja obrona); «Система»; (System); «Продолжая продолжать» (Kontynuując kontynuowanie); «Отряд не заметил потери бойца» (Oddział nie zauważył straty żołnierza); «Мне насрать на моё лицо» (W dupie mam swoją twarz, albo dosłownie: mogę srać na moją twarz).

## Życiorys
Letow i jego koledzy z zespołu spędzili wiele lat w ukryciu, nagrywając piosenki w mieszkaniach przyjaciół. Sam Letow był w ramach represji przetrzymywany w szpitalu psychiatrycznym. W tych czasach albumy Grażdanskiej Oborony były wydawnictwami podziemnymi.
Zmarł w 2008 roku na niewydolność serca w Omsku na Syberii. Miał 43 lata.

## Poglądy
Letow był osobą pełną sprzeczności. Jego twórczość wywoływała niekiedy kontrowersje u odbiorców.

### Światopogląd
W wywiadzie Letow powiedział, że jego ulubionym poetą był Aleksandr Wwiedienski oraz przedstawiciele rosyjskiego futuryzmu. Wyrażał również zainteresowanie konceptualizmem. Wśród pisarzy, którzy wpłynęli na jego światopogląd wymieniał między innymi Andrieja Płatonowa, Fiodora Dostojewskiego, Bruno Schulza i Kenzaburō Ōe. Jego światopogląd kształtował się pod wpływem filozofii egzystencjalizmu oraz rosyjskich koncepcji filozoficzno-religijnych określanych jako rosyjski kosmizm.

### Inspiracje muzyczne
Letow był fanem rocka psychodelicznego lat 60. oraz garażowego punka.

### Poglądy polityczne
Deklarował się jako „prawdziwy komunista”. W 1994 wraz z Eduardem Limonowem założył Partię Narodowo-Bolszewicką (łączącą skrajnie lewicowe hasła z rosyjskim nacjonalizmem) mimo wcześniejszej ostrej opozycji wobec despotyzmu i nacjonalizmu. Jego ostatnia deklaracja to deklarowanie się jako „światowy chrześcijanin”.